# Tour de los Alpes Marítimos 2024
La 56.ª edición de la competición ciclista Tour de los Alpes Marítimos (llamado oficialmente: Tour des Alpes Maritimes) fue una carrera de ciclismo en ruta por etapas que se celebró entre el 17 y el 18 de febrero de 2024 en Francia con inicio en la ciudad de Levens y final en la ciudad de Vence, sobre una distancia total de 297,3 kilómetros.
La carrera formó parte del UCI Europe Tour 2024, calendario ciclístico de los Circuitos Continentales UCI, dentro de la categoría 2.1. El vencedor fue el francés Benoît Cosnefroy del Decathlon AG2R La Mondiale, quien estuvo acompañado en el podio por el italiano Vincenzo Albanese del Arkéa-B&B Hotels y el también francés y compañero de equipo del ganador Aurélien Paret-Peintre, segundo y tercer clasificado respectivamente.

## Equipos participantes
Tomaron parte en la carrera 16 equipos: 5 de categoría UCI WorldTeam invitados por la organización, 5 de categoría UCI ProTeam y 6 de categoría Continental. Formaron así un pelotón de 110 ciclistas de los que acabaron 92. Los equipos participantes fueron:
| WorldTeams (5)- Arkéa-B&B Hotels - Cofidis - Decathlon-AG2R La Mondiale - Groupama-FDJ - Team dsm-firmenich PostNL ProTeams (5)- Bingoal WB - Israel-Premier Tech - TotalEnergies - Uno-X Mobility - Corratec-Vini Fantini Equipos continentales (6)- CIC U Nantes Atlantique - Lidl-Trek Future Racing - Lotto Dstny Development Team - Nice Métropole Côte d'Azur - Saint Michel-Mavic-Auber 93 - Van Rysel-Roubaix |
| |

## Recorrido
El Tour de los Alpes Marítimos dispuso de dos etapas dividido en una etapa escarpada y otra de media montaña, para un recorrido total de 297,3 kilómetros.
| Etapa     | Fecha     | Recorrido                    | type                   | Distancia (km) | Desnivel (m) | Ganador          | Líder            |
| --------- | --------- | ---------------------------- | ---------------------- | -------------- | ------------ | ---------------- | ---------------- |
| 1.ª etapa | 17 de feb | Levens – Antibes             | etapa escarpada        | 165,5          | 2655 m       | Ethan Vernon     | Ethan Vernon     |
| 2.ª etapa | 18 de feb | Villefranche-sur-Mer – Vence | etapa de media montaña | 131,8          | 2413 m       | Benoît Cosnefroy | Benoît Cosnefroy |

## Desarrollo de la carrera

### 1.ª etapa
| Levens - Antibes | etapa escarpada | (165,5 km) |

| \| Clasificación de la etapa \| Clasificación de la etapa \| Clasificación de la etapa \| Clasificación de la etapa \| Clasificación de la etapa \| \| Ciclista \| Ciclista \| Equipo \| Tiempo \| \| \| ------------------------- \| -------------------------- \| ---------------------------- \| ------------------------- \| ------------------------- \| \| 1.º \| Ethan Vernon \| Israel-Premier Tech \| 3 h 55 min 38 s \| \| \| 2.º \| Sean Flynn \| Team dsm-firmenich PostNL \| + 0 s \| \| \| 3.º \| Vincenzo Albanese \| Arkéa-B&B Hotels \| + 0 s \| \| \| 4.º \| Tobias Halland Johannessen \| Uno-X Mobility \| + 0 s \| \| \| 5.º \| Guillaume Boivin \| Israel-Premier Tech \| + 0 s \| \| \| 6.º \| Fabian Lienhard \| Groupama-FDJ \| + 0 s \| \| \| 7.º \| Romain Bardet \| Team dsm-firmenich PostNL \| + 0 s \| \| \| 8.º \| Benoît Cosnefroy \| Decathlon-AG2R La Mondiale \| + 0 s \| \| \| 9.º \| Kevin Vermaerke \| Team dsm-firmenich PostNL \| + 0 s \| \| \| 10.º \| Matys Grisel \| Lotto Dstny Development Team \| + 0 s \| \| |                            |                              |                 |
| |                            |                              |                 |
| |                            |                              |                 |
| Clasificación de la etapa |                            |                              |                 |
| Ciclista | Ciclista                   | Equipo                       | Tiempo          |
| 1.º | Ethan Vernon               | Israel-Premier Tech          | 3 h 55 min 38 s |
| 2.º | Sean Flynn                 | Team dsm-firmenich PostNL    | + 0 s           |
| 3.º | Vincenzo Albanese          | Arkéa-B&B Hotels             | + 0 s           |
| 4.º | Tobias Halland Johannessen | Uno-X Mobility               | + 0 s           |
| 5.º | Guillaume Boivin           | Israel-Premier Tech          | + 0 s           |
| 6.º | Fabian Lienhard            | Groupama-FDJ                 | + 0 s           |
| 7.º | Romain Bardet              | Team dsm-firmenich PostNL    | + 0 s           |
| 8.º | Benoît Cosnefroy           | Decathlon-AG2R La Mondiale   | + 0 s           |
| 9.º | Kevin Vermaerke            | Team dsm-firmenich PostNL    | + 0 s           |
| 10.º | Matys Grisel               | Lotto Dstny Development Team | + 0 s           |

| \| Clasificación general \| Clasificación general \| Clasificación general \| Clasificación general \| Clasificación general \| \| Ciclista \| Ciclista \| Equipo \| Tiempo \| \| \| --------------------- \| -------------------------- \| -------------------------- \| --------------------- \| --------------------- \| \| 1.º \| Ethan Vernon \| Israel-Premier Tech \| 3 h 55 min 38 s \| \| \| 2.º \| Sean Flynn \| Team dsm-firmenich PostNL \| + 4 s \| \| \| 3.º \| Vincenzo Albanese \| Arkéa-B&B Hotels \| + 6 s \| \| \| 4.º \| Louis Barré \| Arkéa-B&B Hotels \| + 7 s \| \| \| 5.º \| Andrea Mifsud \| Nice Métropole Côte d'Azur \| + 8 s \| \| \| 6.º \| Aurélien Paret-Peintre \| Decathlon-AG2R La Mondiale \| + 9 s \| \| \| 7.º \| Jordan Labrosse \| Decathlon-AG2R La Mondiale \| + 9 s \| \| \| 8.º \| Tobias Halland Johannessen \| Uno-X Mobility \| + 10 s \| \| \| 9.º \| Guillaume Boivin \| Israel-Premier Tech \| + 10 s \| \| \| 10.º \| Fabian Lienhard \| Groupama-FDJ \| + 10 s \| \| |                            |                            |                 |
| |                            |                            |                 |
| |                            |                            |                 |
| Clasificación general |                            |                            |                 |
| Ciclista | Ciclista                   | Equipo                     | Tiempo          |
| 1.º | Ethan Vernon               | Israel-Premier Tech        | 3 h 55 min 38 s |
| 2.º | Sean Flynn                 | Team dsm-firmenich PostNL  | + 4 s           |
| 3.º | Vincenzo Albanese          | Arkéa-B&B Hotels           | + 6 s           |
| 4.º | Louis Barré                | Arkéa-B&B Hotels           | + 7 s           |
| 5.º | Andrea Mifsud              | Nice Métropole Côte d'Azur | + 8 s           |
| 6.º | Aurélien Paret-Peintre     | Decathlon-AG2R La Mondiale | + 9 s           |
| 7.º | Jordan Labrosse            | Decathlon-AG2R La Mondiale | + 9 s           |
| 8.º | Tobias Halland Johannessen | Uno-X Mobility             | + 10 s          |
| 9.º | Guillaume Boivin           | Israel-Premier Tech        | + 10 s          |
| 10.º | Fabian Lienhard            | Groupama-FDJ               | + 10 s          |

### 2.ª etapa
| Villefranche-sur-Mer - Vence | etapa de media montaña | (131,8 km) |

| \| Clasificación de la etapa \| Clasificación de la etapa \| Clasificación de la etapa \| Clasificación de la etapa \| Clasificación de la etapa \| \| Ciclista \| Ciclista \| Equipo \| Tiempo \| \| \| ------------------------- \| ------------------------- \| --------------------------- \| ------------------------- \| ------------------------- \| \| 1.º \| Benoît Cosnefroy \| Decathlon-AG2R La Mondiale \| 3 h 13 min 45 s \| \| \| 2.º \| Aurélien Paret-Peintre \| Decathlon-AG2R La Mondiale \| + 0 s \| \| \| 3.º \| Vincenzo Albanese \| Arkéa-B&B Hotels \| + 0 s \| \| \| 4.º \| Anthony Perez \| Cofidis \| + 0 s \| \| \| 5.º \| Romain Grégoire \| Groupama-FDJ \| + 0 s \| \| \| 6.º \| Jordan Jegat \| TotalEnergies \| + 0 s \| \| \| 7.º \| Bastien Tronchon \| Decathlon-AG2R La Mondiale \| + 0 s \| \| \| 8.º \| Rémi Capron \| Van Rysel-Roubaix \| + 0 s \| \| \| 9.º \| Jonathan Lastra \| Cofidis \| + 0 s \| \| \| 10.º \| Alexandre Delettre \| Saint Michel-Mavic-Auber 93 \| + 0 s \| \| |                        |                             |                 |
| |                        |                             |                 |
| |                        |                             |                 |
| Clasificación de la etapa |                        |                             |                 |
| Ciclista | Ciclista               | Equipo                      | Tiempo          |
| 1.º | Benoît Cosnefroy       | Decathlon-AG2R La Mondiale  | 3 h 13 min 45 s |
| 2.º | Aurélien Paret-Peintre | Decathlon-AG2R La Mondiale  | + 0 s           |
| 3.º | Vincenzo Albanese      | Arkéa-B&B Hotels            | + 0 s           |
| 4.º | Anthony Perez          | Cofidis                     | + 0 s           |
| 5.º | Romain Grégoire        | Groupama-FDJ                | + 0 s           |
| 6.º | Jordan Jegat           | TotalEnergies               | + 0 s           |
| 7.º | Bastien Tronchon       | Decathlon-AG2R La Mondiale  | + 0 s           |
| 8.º | Rémi Capron            | Van Rysel-Roubaix           | + 0 s           |
| 9.º | Jonathan Lastra        | Cofidis                     | + 0 s           |
| 10.º | Alexandre Delettre     | Saint Michel-Mavic-Auber 93 | + 0 s           |

## Clasificaciones finales
- Las clasificaciones finalizaron de la siguiente forma:[5]

### Clasificación general
| \| Clasificación general \| Clasificación general \| Clasificación general \| Clasificación general \| Clasificación general \| \| Ciclista \| Ciclista \| Equipo \| Tiempo \| \| \| --------------------- \| ---------------------- \| --------------------------- \| --------------------- \| --------------------- \| \| 1.º \| Benoît Cosnefroy \| Decathlon-AG2R La Mondiale \| 7 h 09 min 12 s \| \| \| 2.º \| Vincenzo Albanese \| Arkéa-B&B Hotels \| + 2 s \| \| \| 3.º \| Aurélien Paret-Peintre \| Decathlon-AG2R La Mondiale \| + 3 s \| \| \| 4.º \| Alexandre Delettre \| Saint Michel-Mavic-Auber 93 \| + 10 s \| \| \| 5.º \| Bastien Tronchon \| Decathlon-AG2R La Mondiale \| + 10 s \| \| \| 6.º \| Kevin Vermaerke \| Team dsm-firmenich PostNL \| + 10 s \| \| \| 7.º \| Romain Grégoire \| Groupama-FDJ \| + 10 s \| \| \| 8.º \| Guillaume Martin \| Cofidis \| + 10 s \| \| \| 9.º \| Quentin Pacher \| Groupama-FDJ \| + 10 s \| \| \| 10.º \| Michael Woods \| Israel-Premier Tech \| + 10 s \| \| |                        |                             |                 |
| |                        |                             |                 |
| Fuente: ProCyclingStats |                        |                             |                 |
| Clasificación general |                        |                             |                 |
| Ciclista | Ciclista               | Equipo                      | Tiempo          |
| 1.º | Benoît Cosnefroy       | Decathlon-AG2R La Mondiale  | 7 h 09 min 12 s |
| 2.º | Vincenzo Albanese      | Arkéa-B&B Hotels            | + 2 s           |
| 3.º | Aurélien Paret-Peintre | Decathlon-AG2R La Mondiale  | + 3 s           |
| 4.º | Alexandre Delettre     | Saint Michel-Mavic-Auber 93 | + 10 s          |
| 5.º | Bastien Tronchon       | Decathlon-AG2R La Mondiale  | + 10 s          |
| 6.º | Kevin Vermaerke        | Team dsm-firmenich PostNL   | + 10 s          |
| 7.º | Romain Grégoire        | Groupama-FDJ                | + 10 s          |
| 8.º | Guillaume Martin       | Cofidis                     | + 10 s          |
| 9.º | Quentin Pacher         | Groupama-FDJ                | + 10 s          |
| 10.º | Michael Woods          | Israel-Premier Tech         | + 10 s          |

### Clasificación de la montaña
| Clasificación de la montaña | Clasificación de la montaña | Clasificación de la montaña | Clasificación de la montaña | Clasificación de la montaña |
| Ciclista                    | Ciclista                    | Equipo                      | Puntos                      |                             |
| --------------------------- | --------------------------- | --------------------------- | --------------------------- | --------------------------- |
| 1.º                         | Mattéo Vercher              | TotalEnergies               | 23 pts                      |                             |
| 2.º                         | Melvin Crommelinck          | Nice Métropole Côte d'Azur  | 18 pts                      |                             |
| 3.º                         | Axel Narbonne-Zuccarelli    | Nice Métropole Côte d'Azur  | 17 pts                      |                             |
| 4.º                         | Jordan Labrosse             | Decathlon-AG2R La Mondiale  | 16 pts                      |                             |
| 5.º                         | Maxime Jarnet               | Van Rysel-Roubaix           | 14 pts                      |                             |
| 6.º                         | Noah Detalle                | Bingoal WB Devo Team        | 12 pts                      |                             |
| 7.º                         | Ewen Costiou                | Arkéa-B&B Hotels            | 10 pts                      |                             |
| 8.º                         | Jakob Fuglsang              | Israel-Premier Tech         | 8 pts                       |                             |
| 9.º                         | Bastien Tronchon            | Decathlon-AG2R La Mondiale  | 6 pts                       |                             |
| 10.º                        | Romain Bardet               | Team dsm-firmenich PostNL   | 4 pts                       |                             |

### Clasificación de los puntos
| Clasificación por puntos | Clasificación por puntos | Clasificación por puntos    | Clasificación por puntos | Clasificación por puntos |
| Ciclista                 | Ciclista                 | Equipo                      | Puntos                   |                          |
| ------------------------ | ------------------------ | --------------------------- | ------------------------ | ------------------------ |
| 1.º                      | Benoît Cosnefroy         | Decathlon-AG2R La Mondiale  | 20 pts                   |                          |
| 2.º                      | Ethan Vernon             | Israel-Premier Tech         | 20 pts                   |                          |
| 3.º                      | Vincenzo Albanese        | Arkéa-B&B Hotels            | 16 pts                   |                          |
| 4.º                      | Aurélien Paret-Peintre   | Decathlon-AG2R La Mondiale  | 14 pts                   |                          |
| 5.º                      | Sean Flynn               | Team dsm-firmenich PostNL   | 12 pts                   |                          |
| 6.º                      | Morne van Niekerk        | Saint Michel-Mavic-Auber 93 | 10 pts                   |                          |
| 7.º                      | Louis Barré              | Arkéa-B&B Hotels            | 6 pts                    |                          |
| 8.º                      | Ewen Costiou             | Arkéa-B&B Hotels            | 6 pts                    |                          |
| 9.º                      | Matteo Milan             | Lidl-Trek Future Racing     | 6 pts                    |                          |
| 10.º                     | Anthony Perez            | Cofidis                     | 6 pts                    |                          |

### Clasificación de los jóvenes
| Clasificación del mejor joven | Clasificación del mejor joven | Clasificación del mejor joven | Clasificación del mejor joven | Clasificación del mejor joven |
| Ciclista                      | Ciclista                      | Equipo                        | Tiempo                        |                               |
| ----------------------------- | ----------------------------- | ----------------------------- | ----------------------------- | ----------------------------- |
| 1.º                           | Bastien Tronchon              | Decathlon-AG2R La Mondiale    | 7 h 09 min 22 s               |                               |
| 2.º                           | Kevin Vermaerke               | Team dsm-firmenich PostNL     | + 0 s                         |                               |
| 3.º                           | Romain Grégoire               | Groupama-FDJ                  | + 0 s                         |                               |
| 4.º                           | Louis Barré                   | Arkéa-B&B Hotels              | + 4 s                         |                               |
| 5.º                           | Ewen Costiou                  | Arkéa-B&B Hotels              | + 4 s                         |                               |
| 6.º                           | Kévin Vauquelin               | Arkéa-B&B Hotels              | + 7 s                         |                               |
| 7.º                           | Rémi Capron                   | Van Rysel-Roubaix             | + 17 s                        |                               |
| 8.º                           | Jordan Labrosse               | Decathlon-AG2R La Mondiale    | + 48 s                        |                               |
| 9.º                           | Joris Delbove                 | Saint Michel-Mavic-Auber 93   | + 59 s                        |                               |
| 10.º                          | Robin Orins                   | Lotto Dstny Development Team  | + 1 min 12 s                  |                               |

### Clasificación por equipos
| Clasificación por equipos | Clasificación por equipos   | Clasificación por equipos | Clasificación por equipos |
| Equipo                    | Equipo                      | Tiempo                    |                           |
| ------------------------- | --------------------------- | ------------------------- | ------------------------- |
| 1.º                       | Decathlon-AG2R La Mondiale  | 21 h 28 min 06 s          |                           |
| 2.º                       | Groupama-FDJ                | + 0 s                     |                           |
| 3.º                       | Cofidis                     | + 14 s                    |                           |
| 4.º                       | Arkéa-B&B Hotels            | + 14 s                    |                           |
| 5.º                       | TotalEnergies               | + 1 min 12 s              |                           |
| 6.º                       | Israel-Premier Tech         | + 1 min 21 s              |                           |
| 7.º                       | Saint Michel-Mavic-Auber 93 | + 2 min 27 s              |                           |
| 8.º                       | Bingoal WB                  | + 3 min 23 s              |                           |
| 9.º                       | CIC U Nantes Atlantique     | + 4 min 38 s              |                           |
| 10.º                      | Team dsm-firmenich PostNL   | + 4 min 51 s              |                           |

## Evolución de las clasificaciones
| Etapa                   |                         | Ganador _        | Clasificación general | Puntos           | Montaña         | Jóvenes          | Equipo _                   |
| ----------------------- | ----------------------- | ---------------- | --------------------- | ---------------- | --------------- | ---------------- | -------------------------- |
| 1.ª etapa               | etapa escarpada         | Ethan Vernon     | Ethan Vernon          | Ethan Vernon     | Jordan Labrosse | Ethan Vernon     | Team dsm-firmenich PostNL  |
| 2.ª etapa               | etapa de media montaña  | Benoît Cosnefroy | Benoît Cosnefroy      | Benoît Cosnefroy | Mattéo Vercher  | Bastien Tronchon | Decathlon-AG2R La Mondiale |
| Clasificaciones finales | Clasificaciones finales |                  | Benoît Cosnefroy      | Benoît Cosnefroy | Mattéo Vercher  | Bastien Tronchon | Decathlon-AG2R La Mondiale |

## Ciclistas participantes y posiciones finales
Convenciones:
- AB-N: Abandono en la etapa "N"
- FLT-N: Retiro por llegada fuera del límite de tiempo en la etapa "N"
- NTS-N: No tomó la salida para la etapa "N"
- DES-N: Descalificado o expulsado en la etapa "N"

## UCI World Ranking
El Tour de los Alpes Marítimos otorgó puntos para el UCI World Ranking para corredores de los equipos en las categorías UCI WorldTeam, UCI ProTeam y Continental. Las siguientes tablas son el baremo de puntuación y los diez corredores que obtuvieron más puntos:
| Posición              | 1.º | 2.º | 3.º | 4.º | 5.º | 6.º | 7.º | 8.º | 9.º | 10.º | 11.º | 12.º | 13.º-15.º | 16.º-25.º |
| Clasificación general | 125 | 85  | 70  | 60  | 50  | 40  | 35  | 30  | 25  | 20   | 15   | 10   | 5         | 3         |
| Por etapa             | 14  | 5   | 3   |     |     |     |     |     |     |      |      |      |           |           |
| Líder                 | 3   |     |     |     |     |     |     |     |     |      |      |      |           |           |

| Clasificación |                        |                            |         |       |       |       |
| Posición      | Ciclista               | Equipo                     | General | Etapa | Líder | Total |
| ------------- | ---------------------- | -------------------------- | ------- | ----- | ----- | ----- |
| 1.º           | Benoît Cosnefroy       | Decathlon AG2R La Mondiale | 125     | 14    | -     | 139   |
| 2.º           | Vincenzo Albanese      | Arkéa-B&B Hotels           | 85      | 6     | -     | 91    |
| 3.º           | Aurélien Paret-Peintre | Decathlon AG2R La Mondiale | 70      | 5     | -     | 75    |
| 4.º           | Alexandre Delettre     | Saint Michel-Mavic-Auber93 | 60      | -     | -     | 60    |
| 5.º           | Bastien Tronchon       | Decathlon AG2R La Mondiale | 50      | -     | -     | 50    |
| 6.º           | Kevin Vermaerke        | dsm-firmenich PostNL       | 40      | -     | -     | 40    |
| 7.º           | Romain Grégoire        | Groupama-FDJ               | 35      | -     | -     | 35    |
| 8.º           | Guillaume Martin       | Cofidis                    | 30      | -     | -     | 30    |
| 9.º           | Quentin Pacher         | Groupama-FDJ               | 25      | -     | -     | 25    |
| 10.º          | Michael Woods          | Israel-Premier Tech        | 20      | -     | -     | 20    |